# Marhinde Verkerk
Marhinde Verkerk (ur. 21 listopada 1985 w Rotterdamie) – holenderska judoczka, mistrzyni i wicemistrzyni świata, wicemistrzyni Europy.
Startuje w kategorii do 78 kg. Największym sukcesem zawodniczki jest złoty medal mistrzostw świata z Rotterdamu (2009).